# Алачевич, Йерко
Йерко Алачевич (хорв. Jerko Alačević; 18 марта 1876, Макарска, Сплитско-Далматинская жупания — 2 мая 1963, Загреб) — хорватский и югославский геодезист, преподаватель и специалист в области строительства железных дорог. Член Югославской академии наук с 1950 по 1963 год.

## Биография
Йерко Алачевич родился на юге Хорватии. Начальное образование получил в Сплите, после чего отправился в Вену, где в 1900 году окончил Высшую техническую школу. Получив образование, он вернулся в Сплит, где смог применить свои новые знания при работе на управление железнодорожного строительства, участвуя в проектировании и прокладке железнодорожного полотна. В 1904 году Алачевич занял должность помощника известного австрийского геодезиста Антонина Тихого, совместно с которым он участвовал в прокладке Тауэрнского железнодорожного тоннеля через горную систему Высокий Тауэрн в Австрии. В 1907 году он переехал в Задар, где за несколько лет работы по специальности Йерко прошёл путь от заместителя до директора местного управления по строительству железных дорог. Во время Первой мировой войны он поступил на службу в государственное управление железных дорог, которое на протяжении всего вооружённого конфликта и продолжительное время после его завершения, доверяло Алачевичу проектирование многих участков железных дорог и осуществление контроля за ходом их строительства. В 1922 году он переехал в Загреб, где занял не один из привычных для него постов в железнодорожном управлении, а должность профессора в недавно созданной Высшей технической школе. Спустя четырнадцать лет работы в вузе, Алачевич покинул университет и ушёл на пенсию. Несмотря на почтенный возраст и статус пенсионера, он не прекратил своей деятельности в области железнодорожного строительства и продолжил участвовать в развитии транспортной сети страны уже в качестве советника Управления по железнодорожному строительству. После Второй мировой войны советы и наработки Алачевича были использованы при соединении железнодорожным полотном Загреба и Братиславы, а также при строительстве новых железных дорог по всей Хорватии. В 1950 году за свои заслуги Йерко Алачевич был удостоен звания полноправного члена Югославской академии наук и искусств.

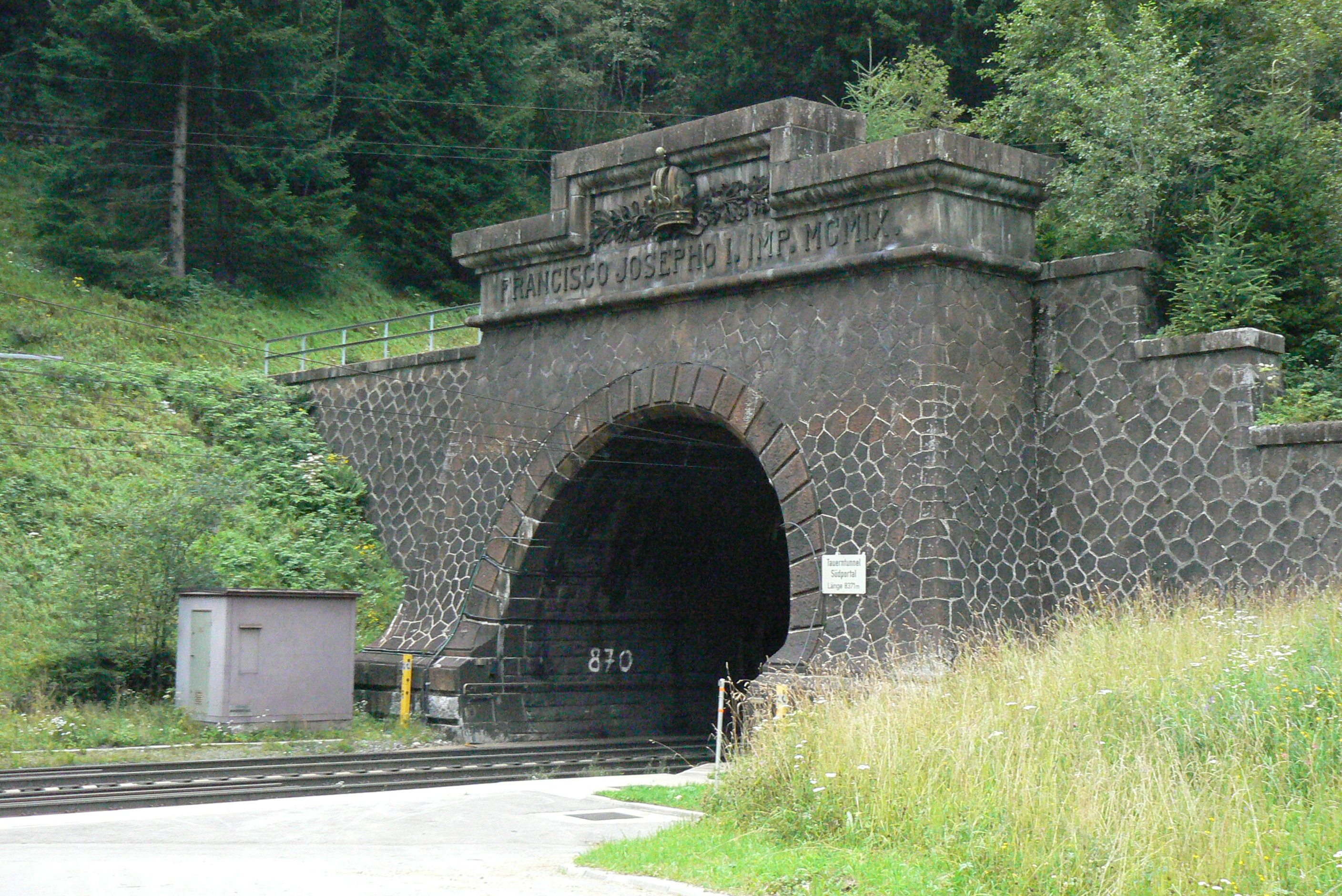
Южный портал Тауэрнского железнодорожного тоннеля